# 山田真美
山田 真美（やまだ まみ、1960年2月27日 - ）は日本の作家。本名同じ。血液型はA型。夫は日本画家の山田真巳。愛犬はシーズーのブースケとクースケ、狆のパンダ。

## 人物
長野県長野市出身。長野県長野西高等学校、明治学院大学経済学部経済学科卒業後、オーストラリアのニュー・サウス・ウェールズ大学およびインドのデリー大学大学院に留学。2009年、高野山大学大学院修士課程修了（修士・密教学）。2014年、お茶の水女子大学大学院博士後期課程修了。博士（人文科学）。博士研究のテーマはカウラ事件。公益財団法人日印協会理事、明治学院大学特命教授、インド工科大学ハイデラバード校教養学部客員助教授。

## 経歴
1982年、オーストラリアのニュー・サウス・ウェールズ大学に留学。マッコウクジラの回遊を研究。
1990年、インド文化交流庁 (I.C.C.R.)の招聘を受けインド神話を調査研究。1996年からニューデリーに在住する。この年より毎年連続でブリタニカ国際年鑑のインドの内政・経済・外交記事を担当（2013年現在）。2001年、日印芸術研究所言語センター長（インド政府認可法人）に就任。
2002年、日本に帰国。『夜明けの晩に（上・下）』を発表し、作家としてデビュー。その後、フィクション、ノンフィクション、英語教育など幅広い分野で著書を発表。ダライ・ラマ法王14世へのインタビューを収録した『死との対話』（2004年）は中国語とペルシャ語に、インドマジックをテーマとした『インド大魔法団』『マンゴーの木』は英語に、それぞれ翻訳・出版される。
2006年7月、ダライ・ラマ法王14世誕生祭『チベット舞台芸術団』東京公演総合司会を務める。
2007年、作家活動の業績を認められ、インド国立文学アカデミー（India's National Academy of Letters）よりドクター・アーナンダクマラシュワミ・フェローシップを授与される。
2010年より、公益財団法人日印協会理事。
2013年4月より、明治学院大学特命教授。
2015年より、インド工科大学（IIT）ハイデラバード校教養学部客員助教授。
最新作は、2016年出版の『運が99％戦略は1％ インド人の超発想法』（講談社）である。

## カウラ事件の研究
カウラ事件研究者でもあり、同事件を、現代日本社会の諸問題に通じるモデルケースとして捉え、調査・研究を進めている。
1995年、ノンフィクション『生きて虜囚の辱めを受けず』（原作ハリー・ゴードン）を翻訳。2005年には、自著『ロスト・オフィサー』（2005年）を発表する傍ら、NHKハイビジョン特集『カウラの大脱走〜オーストラリア日本兵捕虜・60年目の証言』（110分番組・2005年放送）を立案、資料提供者として制作に協力。2008年にも、日本テレビの2時間ドラマ『あの日、僕らの命はトイレットペーパーよりも軽かった〜カウラ捕虜収容所からの大脱走』に制作協力。2012年には、「2012日豪親善カウラ・ヘイ捕虜収容所跡地訪問団」に団長として参加、現地オーストラリアの各テレビ局・新聞社に取り上げられる中、日豪親善をアピールした。2014年、博士論文『カウラ事件（1944）の研究―捕虜の日々を生きた日本兵たちの「日常」からの再考察―』により、お茶の水女子大学より博士（人文科学）の学位を授与された。

## 著書
小説・ノンフィクション・英語教育・神話入門書など、著書は多分野にわたる。
- 『南善寺日記』（インターレップス）1992年

信濃毎日新聞に連載の同名エッセーをまとめた。
- 『インド大魔法団』（清流出版）1997年

ひょんなことから著者がインドで魔法使いを探し旅をする事になるさまを描いたノンフィクション。
- 『マンゴーの木』幻冬舎　1998年

代表的なインド魔術『マンゴーの木』の魔法使いを追うノンフィクション作品。
- 『Wheel of Destiny』（Golden Eagle Press）2000年

『インド大魔法団』と『マンゴーの木』を1冊にまとめ英訳したもの。
- 『夜明けの晩に』（幻冬舎）2002年

主人公が見る夢の真実を追いつつ、日本神話の奥に隠された日本人のルーツを探る物語。
- 『ブラック・アンブレラ』（幻冬舎）2002年

一妻多夫を題材に主人公のインドでの恋をめぐるストーリー。
- 『ブースケとパンダの英語でスパイ大作戦』（幻冬舎）2003年

中学生が学ぶ英単語で英語を覚える英語攻略本として質問形式に内容は進む。
- 『ブースケとパンダの兄をたずねて三千里』（幻冬舎）2003年

英語攻略本。選択方式で進むページを選ぶマルチエンディング方式になっている。
- 『死との対話』（スパイス (出版社)）』（ISBN 4-902835-00-2）

この世界にとって「死」は何であったのかを標している書。ダライ・ラマ14世へのインタビューを巻末に付している。『印度生死筆記』（先覺出版　2006年）翻訳（中国語（繁体字））
- 『ロスト・オフィサー』（スパイス）2005年

近代史上最大の捕虜脱走事件と評されているカウラ事件についての内幕を描いている。
- 『3歳までに英語の種をまきなさい バイリンガル育児バイブル＋インターナショナルスクール案内』（スパイス）2006年

英語を話す事に必要な教育方針・教育方法。
- 『運が99％戦略は1％ インド人の超発想法』講談社+α新書（ISBN 978-4-0627-2937-6）2016年5月。日本とインドの比較文化論。

### 翻訳
- ハリー・ゴードン『生きて虜囚の辱めを受けず カウラ第十二戦争捕虜収容所からの脱走』（清流出版）1995年

## 短編
- 『The Monday Monster』

『NHK 英語でしゃべらナイト2006年12月号（アスコム刊）』に掲載された冒険ファンタジー。英文作品。

## 学術論文
- 「女形のいる風景―第二次世界大戦中の日本兵戦争捕虜の日常と「男らしさ」の脱構築―」（『人間文化創成科学論叢』第15巻, お茶の水女子大学大学院, 2013）
- 「ハンセン病を患った日本兵が見たカウラ事件」（『日本オーラル・ヒストリー研究』第9号, 日本オーラル・ヒストリー学会, 2013）
- 「捕虜を生きる身体―第二次世界大戦期・カウラ第十二戦争捕虜収容所に於ける日本兵の日々―」（『人間文化創成科学論叢』第16巻, お茶の水女子大学大学院, 2014）
- 博士論文「カウラ事件(1944年)の研究 : 捕虜の日々を生きた日本兵たちの「日常」からの再考察」（お茶の水女子大学, 2014）

他多数。

## 番組
- オリジナルGIFアニメ『ロシヤの殺し屋、おそろしや（ザ・金之助劇場） 』

2002年5月発表。ホームページ『タバスコルーム』で製作されたオリジナルGIFアニメ。以前は『山田真美の世界』に収録されていた。
- NHKハイビジョン特集『カウラの大脱走〜オーストラリア日本兵捕虜・60年目の証言』制作に携わる。（NHK）

2005年9月放送。カウラ事件は第2次世界大戦中の1944年8月にオーストラリアのカウラで起こった日本兵捕虜脱走事件。放送ではカウラ事件の当事者になった元日本兵にインタビューを交えながら事件の全容を追っている。
- 2008年、日本テレビの2時間ドラマ『あの日、僕らの命はトイレットペーパーよりも軽かった〜カウラ捕虜収容所からの大脱走』に制作協力。
- 2015年、NHKスペシャル『密室の戦争〜発掘・日本人捕虜の肉声〜』に取材協力。

## 雑誌
- 『雉子』1993年〜1995年（長期連載）
- 『月刊清流』1996年〜1998年（長期連載）
- 『クロワッサン』2004年3月10日号
- 『和楽』2004年1月号
- 『ENGLISH JOURNAL』2004年4月号
- 『和楽』2004年10月号
- 『和楽』2004年12月号
- 『SAPIO』2004年12月10日号
- 『KARNA』2005年4月号（表紙写真も山田真美）
- 『JA家の光』2005年4月号
- 『NHK 英語でしゃべらナイト』2005年4月号（アスコム）
- 『NHK 英語でしゃべらナイト』2006年6月号（アスコム）
- 『よちよち英語2007』2006年（アルク）
- 『できる子は10歳までに作られる』2006年（アスコム）
- 『SAPIO』2006年10月11日号（小学館）
- 『NHK 英語でしゃべらナイト』2006年12月号（アスコム）
- 『月刊公論』2012年9月号対談（ http://kohron.jp/pdf/rellay/201209.pdf ）
- 『JUST』2016年10月号ビッグトーク（CD＆カセットで聴けるリスニングマガジン）「インドと日本の神様を繋いで架け橋に！」
- 『女性自身』（光文社）2017年1月17・24日合併号P.60-P.66「シリーズ人間」（「元気になる呪文は『ノープロブレム』！」）

他多数。

## テレビ・ラジオ出演
- 1986年 - 1987年 テレビ番組『建築探偵』シリーズ出演（信越放送）
- 1992年 - 1993年 テレビ番組『ハイテク発見』シリーズ出演(信越放送)
- 2001年 テレビ番組『超特大生放送プラス1スペシャル2001』 出演（日本テレビ）
- ラジオ番組『バツラジ』にゲスト出演
- 2006年8月31日 テレビ番組『めざましテレビ』 コーナー出演（フジテレビ）
- 2006年12月 インターネットラジオ『山田真美のインド縦横無尽』（EAU.JP）
- 2017年 テレビ番組『プレミアムカフェ ―オドロキのインド―』シリーズ（全3話）にスタジオゲストとして出演（NHK BS）

他多数。

## その他
- 日印芸術研究所言語センター長
- 日本ブータン芸術委員会理事
- 文部科学省国立天文台広報普及委員会委員
- 日本文化デザインフォーラム（JIDF）会員。同フォーラム主催の『第26回日本文化デザイン会議東京・六本木ヒルズ』副議長（2003年）
- 米国ヒューストン・インターナショナルフェスティバル委員会広報官（1991年）
- 長野県景観審議会委員、長野県環境基本政策専門委員、長野県道路整備地方懇談会メンバーを歴任
- 日本蜘蛛学会会員
- ダライ・ラマ法王14世誕生祭『チベット舞台芸術団』東京公演総合司会（2006年7月）
- 宇宙作家クラブ会員
- 日本オセアニア学会会員
- 日本オーラル・ヒストリー学会会員
- インド最大のマジック大会においてゲスト審査員を務めたこともあるマジック通であり、2000年にはインドの天才マジシャン「魔法少女パール」（全米マジシャン連盟SAM大会ジュニア部門2000年チャンピョン）の日本初マジック公演をプロデュース。2011年には、関東東北大震災被災地の小学校と老人ホームに於いて「魔法少女ジニア日印友好マジックツアー2011」（主催：日印芸術研究所、後援：在日インド大使館／公益財団法人日印協会他）をプロデュースする。